# Bistum Serrinha
Das Bistum Serrinha (lat.: Dioecesis Serrignensis) ist eine in Brasilien gelegene römisch-katholische Diözese mit Sitz in Serrinha im Bundesstaat Bahia.

## Geschichte
Das Bistum Serrinha wurde am 21. September 2005 durch Papst Benedikt XVI. mit der Apostolischen Konstitution Christi mandato obsequentes  aus Gebietsabtretungen des Erzbistums Feira de Santana und des Bistums Paulo Afonso errichtet. Es wurde dem Erzbistum Feira de Santana als Suffraganbistum unterstellt.

## Bischöfe von Serrinha
- Ottorino Assolari CSF, 2005–2021
- Hélio Pereira dos Santos, seit 2021